# Alice Bernard
Alice Bernard (Luik, 5 augustus 1961) is een Belgisch marxistisch politica voor de Partij van de Arbeid van België.

## Biografie
Bernard werd sociaal assistente en was in de jaren 1990 in dit beroep werkzaam bij Ligue des Familles, de Franstalige tegenhanger van de Gezinsbond. Daarna werkte ze als journaliste voor het PVDA-partijblad Solidair en werd ze actief in de non-profitsector, bij de Liga voor Mensenrechten, waar ze tevens actief was als syndicalist.
Ze werd militant van de PVDA-PTB in het spoor van haar echtgenoot Hans Krammisch (1954-2012), arts en in 1984 oprichter van een praktijk van Geneeskunde voor het Volk in Seraing. Krammisch was vanaf 2006 het eerste PTB-gemeenteraadslid van de stad. Nadat hij in mei 2012 om gezondheidsredenen ontslag nam, volgde Alice Bernard hem op in de gemeenteraad. Bij de gemeenteraadsverkiezingen van oktober 2012 werd ze herkozen, maar ze besloot aan haar mandaat te verzaken om haar dochter Muriel Krammisch te kunnen laten zetelen. Nadat haar dochter de gemeentepolitiek van Seraing had verlaten, kon Bernard na de gemeenteraadsverkiezingen van oktober 2018 alsnog in de gemeenteraad zetelen. Sinds december 2018 is ze gemeenteraadslid van Seraing. Tevens werd Bernard bestuurder bij Geneeskunde voor het Volk in Seraing.
Bij de Waalse verkiezingen van mei 2019 werd Bernard als PTB-lijsttrekker verkozen in het arrondissement Luik en ging ze in het Waals Parlement en het Parlement van de Franse Gemeenschap zetelen. In de Waalse assemblee werd ze lid van de commissie Openbaar Ambt, Toerisme en Patrimonium en verzette ze zich tegen de privatisering van VOO, Elicio en WIN, dochterondernemingen van intercommunale Nethys en de overheidsinventies in Mithra en het beveiligingsbedrijf Protection Unit en eiste ze een onderzoek naar de politieke verantwoordelijken van de Nethys-affaire, het schandaal rond exuberante vergoedingen die bestuurders van deze intercommunale kregen. Ook legde ze toe op het verzachten van de gevolgen van de energiecrisis, de hervorming van de gas- en elektriciteitsmarkt en maatregelen ten gunste van huurders op de privémarkt. In het Parlement van de Franse Gemeenschap werd Bernard fractievoorzitter voor haar partij en van juni tot september 2019 secretaris in het Bureau, alsook lid van de commissie Begroting, Openbaar Ambt, Gelijke Kansen en Schoolgebouwen. In de assemblee van de Franse Gemeenschap volgde ze het onderwijsbeleid op, met name de strijd tegen ongelijkheid in het onderwijs. 
In juni 2024 werd Bernard herkozen. In het Parlement van de Franse Gemeenschap werd ze opnieuw secretaris. Als fractieleider werd ze opgevolgd door Amandine Pavet, "om plaats te maken voor de jeugd". Tevens werd Bernard als deelstaatsenator afgevaardigd naar de Senaat, waar ze fractievoorzitter werd.